# Veerse Gatdammen

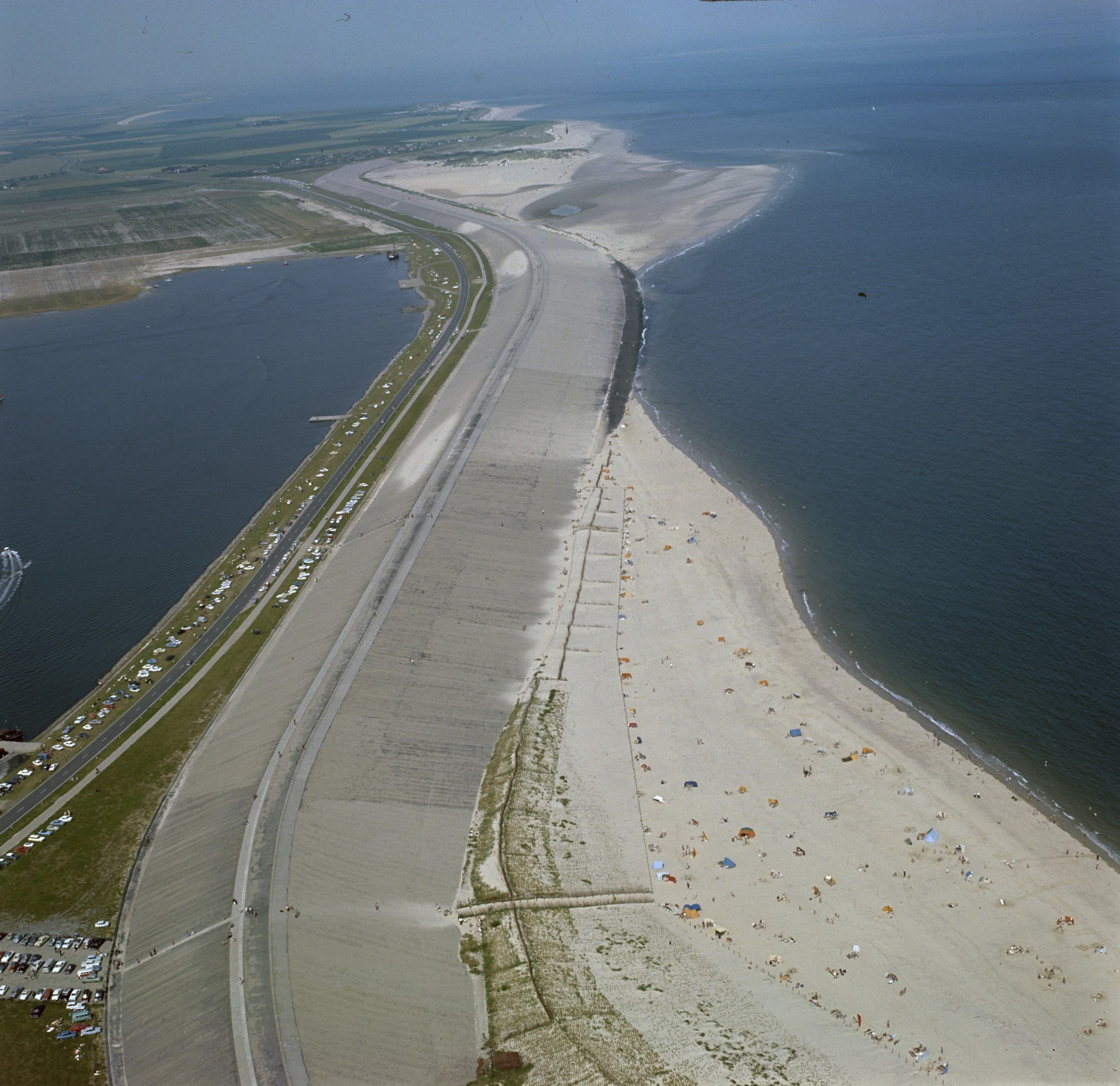
Verse Gatdammen

Veerse Gatdammen (nederländska: Veerse Gatdam) är en översvämningsbarriär

 nära Goes

 i provinsen Zeelandi sydvästra Nederländerna. Barriären ska skydda vid hotande översvämningar från Nordsjön och utgör en del av Deltawerken och invigdes 1961.

## Geografi
Hela skyddsbarriären sträcker sig mellan Nordsjön och Veerse Meer mellan strandområdet Vrouwenpolder nära Veere på halvön Walcheren och orten Onrustpolder på ön Noord-Beveland. Dammen skiljer insjön Veerse Meer från Nordsjön i väst medan Zandkreekdammen utgör insjöns gräns mot Oosterschelde i öst.

## Konstruktionen
Veerse Gatdammen har en total längd om cirka 2,8 km med en höjd på cirka 14 meter över vattenytan (NAP). Under konstruktionen byggdes först ett fundament med ett bottenlager av sand och därefter ett cirka 100 meter bredd lager av småsten. Ovanpå detta byggdes sedan en rad av kassuner.
Det finns inga slussar i barriären så fartyg kan inte passera.

## Historia
Första spadtaget på dammen gjordes 1958, dammen färdigställdes våren 1961 och invigdes officiellt den 27 april 1961.
Veerse Gatdammen är den andra dammen i hela Deltaprojektet.
1962 hade dokumetärfilmen ”Dela Phase 1” (Deltafase 1) om byggandet av barriären premiär. Regissören var Bert Haanstra.